# Marine Miroux
Marine Miroux est une architecte française née le 14 avril 1977 à Fontainebleau. Elle a remporté le prix europan 9, le concours Flow et le Grand Prix d'Architecture de l'Académie des beaux-arts / Prix Charles-Abella en 2010.
Architecte DPLG diplômée de l'école de Paris Belleville (ENSAPB),, elle travaille à Berlin. Elle fait partie du collectif Berlin Süd Architecture,.

## Concours
En 2008, Marine Miroux est lauréate, en équipe avec Christoph Hager, du concours europan 9, pour un projet intitulé Over the Train situé à Berlin sur le thème « opportunités d'espaces publics » dont la réalisation est à l'étude avec la ville.
En septembre 2009, elle mène l'équipe lauréate premier prix du concours FLOW (réaménagement du quartier du port de Bruxelles) dans la catégorie « prix jeunes professionnels » avec un projet intitulé La Ligne. Le concours est organisé par Joël Claisse Architectures, l'Urban Land Institute et la Chambre de Commerce et Union des Entreprises de Bruxelles (BECI) et le jury composé des architectes Luc Binst, Charlotte Frank, Manuel Gausa, Gérard Onesta, Dominique Perrault, Philippe Samyn  et Nathalie de Vries a récompensé le projet « The Line », conçu par Christoph Hager, Ingo Hüller, Demian Rudaz et Marine Miroux en tant que leader.

## Prix Charles Abella
Elle est récompensée le 10 novembre 2010 par le Grand prix d'architecture de l'Académie des beaux-arts / Prix Charles-Abella pour son travail Better, Cheaper, Helping, destiné aux populations sinistrées et dont elle explique qu'il permet « d’offrir une aide adaptée en épargnant le traumatisme de l’évacuation et en réduisant également le coût économique des catastrophes ». Répondant au thème « Un habitat d'occupation transitoire », le projet propose une habitation modulaire et transportable qui peut-être utilisée aussi bien en milieu rural qu'urbain.

## Principales réalisations
Elle a participé en 2008 à la reconstruction de l'Al Jahili Fort à Al Ain, Abou Dabi pour le compte de Abu Dhabi Authority for Culture & Heritage (ADACH).